# Scheibe-Flugzeugbau

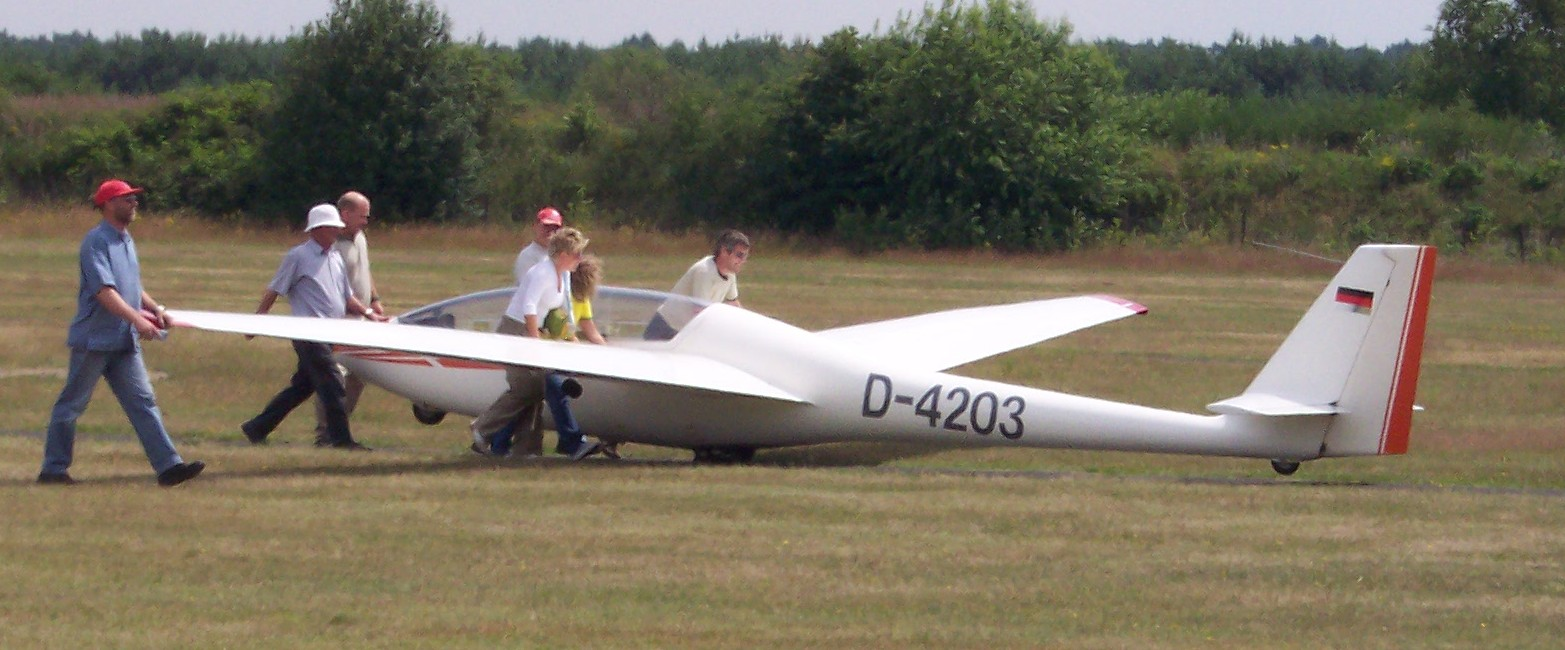
Scheibe SF-34 zweefvliegtuig

Scheibe-Flugzeugbau is een Duitse producent van zweef- en motor(zweef)vliegtuigen gevestigd in Dachau. Het bedrijf is opgericht op 30 oktober 1951 door de Duitse Ingenieur Egon Scheibe. De productie kwam op gang op 15 november 1951 met de bouw van de Mü 13 E die tevens het begin was van de legendarische Bergfalke-serie. Vandaag de dag beperkt het bedrijf zich tot het bouwen van motorzwevers.

## Producten

### Zweefvliegtuigen

#### Eenzitters
- Spatz-55
- L-Spatz
- L-Spatz-55
- L-Spatz-III
- Club-Spatz SF-30
- Scheibe Zugvogel-I
- Scheibe Zugvogel-II
- Scheibe Zugvogel-III
- Scheibe Zugvogel-IV
- Scheibe SF-26
- Scheibe SF-27

#### Tweezitters
- Scheibe Mü 13 E  Bergfalke-I
- Scheibe Bergfalke-II
- Scheibe Bergfalke-III
- Scheibe Bergfalke-IV
- Scheibe Specht
- Scheibe Sperber
- Scheibe SF-34

### Motorzweefvliegtuigen
- Scheibe SF-25C
- Scheibe SF-28A